# Staafincident

Stadion De Meer 1937

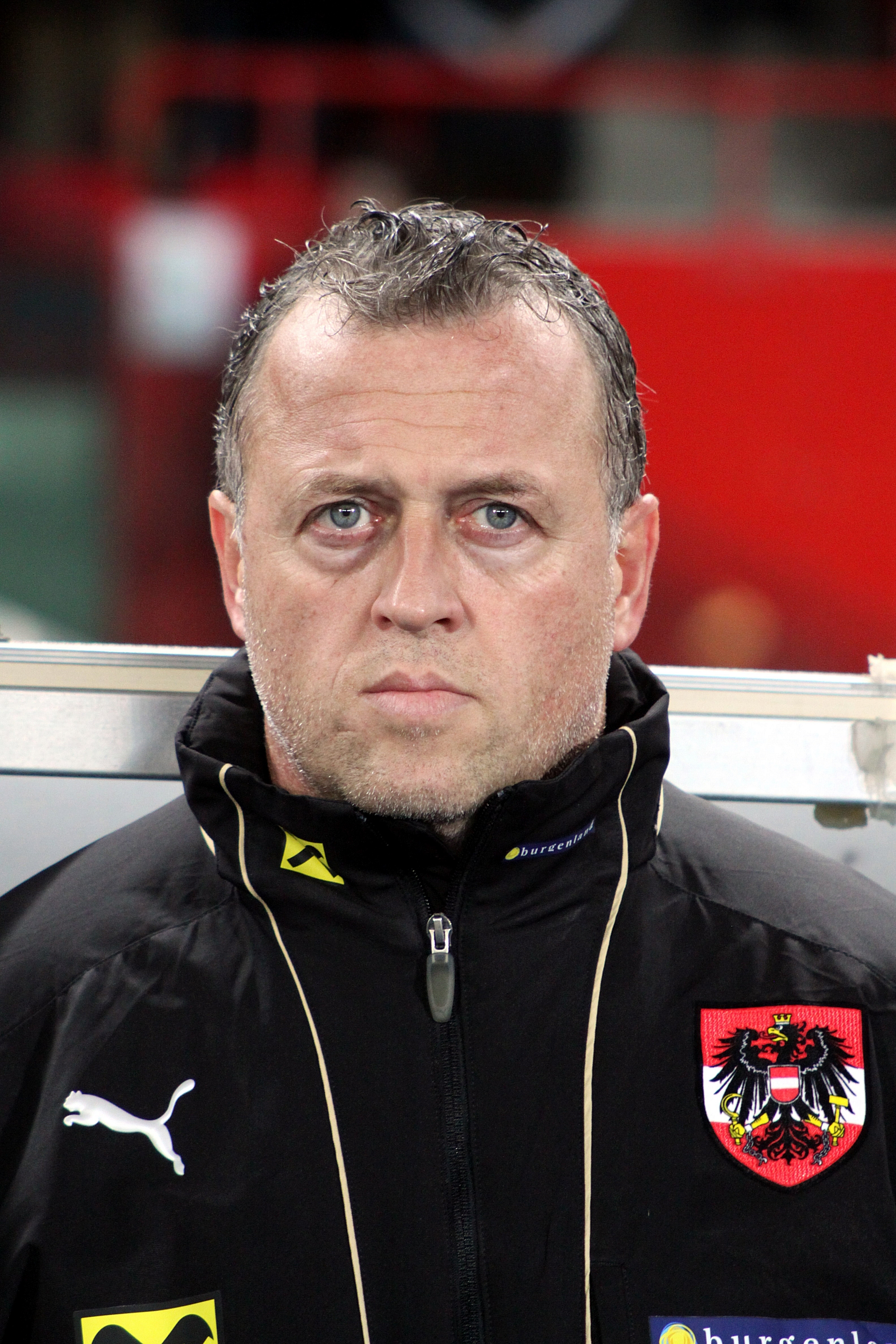
Franz Wohlfahrt 2009

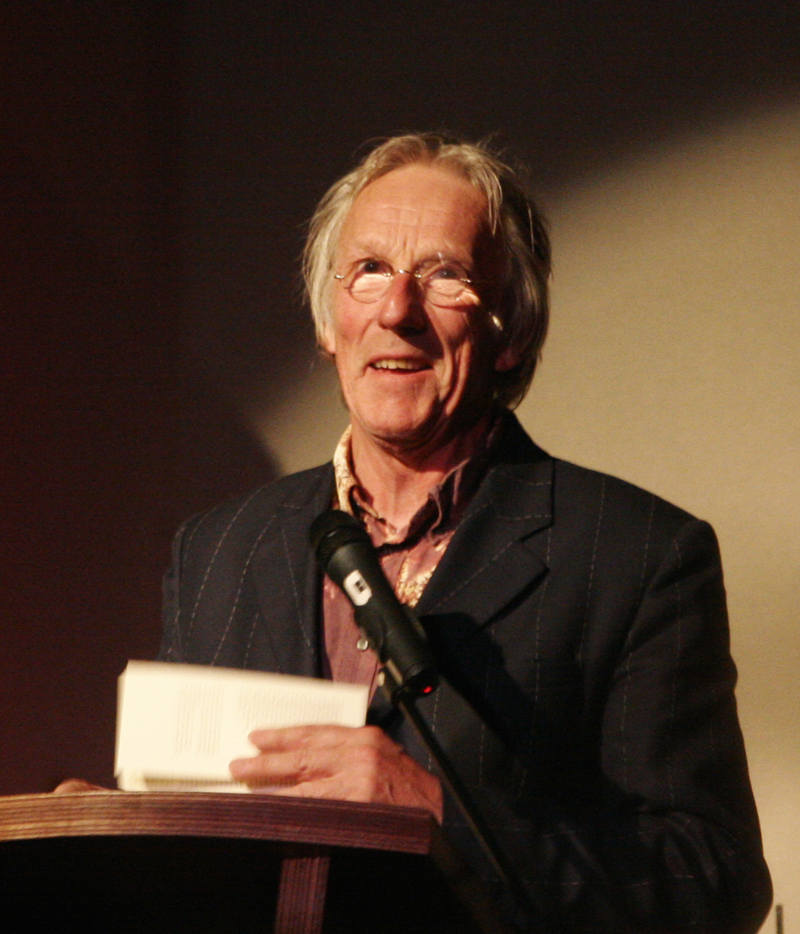
Freek de Jonge 2010

Das Staafincident (niederländisch für Stabvorfall, in deutschsprachigen Medien findet sich die Bezeichnung Eisenstangenwurf) war ein schwerwiegender Fall von Fußballrowdytum, der sich am 27. September 1989 im alten Ajax-Stadion de Meer ereignete. Während eines Heimspiels des AFC Ajax gegen Austria Wien wurde der österreichische Tormann Franz Wohlfahrt von einer aus der F-side heraus auf das Spielfeld geworfenen Eisenstange getroffen. Ajax verlor das Spiel am Grünen Tisch und wurde ein Jahr lang von UEFA-Spielen ausgeschlossen.

## Vorgeschichte
Früher in diesem Jahr hatte Michael van Praag Ton Harmsen als Ajax-Vorsitzenden abgelöst. Auf Initiative des neuen Vorsitzenden wurden bekannte Niederländer als Stadionsprecher eingeladen. Nachdem Frank Masmeijer und Harry Slinger jeweils ein Match begleitet hatten, kam an jenem 27. September 1989 Freek de Jonge im Spiel gegen Austria Wien zum Zug. Die beiden Vereine trafen sich im Rahmen des UEFA-Pokals. Favorit Ajax hatte das Auswärtsspiel gegen Austria Wien 0:1 verloren und musste daher zu Hause mindestens 1:0 gewinnen. Österreich machte damals durch die Waldheim-Affäre negative Schlagzeilen: Während des Zweiten Weltkriegs soll Waldheim an Deportationen und Aktionen gegen Partisanen beteiligt gewesen sein, die er in seiner Autobiografie unterschlagen habe.

## Telefonat für Herrn Waldheim
De Jonge begann den Abend als Gastsprecher mit einem unschuldigen Witz über Danny Blind. In der zweiten Hälfte des Spieles gab er jedoch an, dass es einen Anruf für Herrn Waldheim gebe: Er möge bitte Herrn Wiesenthal zurückrufen. Nach 90 Minuten lag Ajax 1:0 in Führung, doch Austria Wien zog in der Verlängerung gleich, sodass Ajax vor dem Ausscheiden stand. Die F-side begann, „Nazis! Nazis!“ zu skandieren, und der 17-jährige Ajax-Fan Gerald M. (Name geändert) warf von der F-side-Tribüne eine Eisenstange auf das Feld, die den österreichischen Tormann Franz Wohlfahrt in den Rücken traf. Wohlfahrt ließ sich erschrocken fallen. Das Spiel wurde beim Stand von 1:1 abgebrochen. Die Stange barg der Schweizer Schiedsrichter Bruno Galler vom Feld, und sie wurde durch Michael van Praag der Polizei übergeben. Eine Nachbildung wurde später ins Ajax-Museum aufgenommen.
De Jonge erklärte am nächsten Tag, dass er seine Bemerkung bereue, stellte jedoch eine Verbindung zu den Unruhen in Abrede. Nico Scheepmaker bezeichnete de Jonges Verhalten als neuerlichen Ausrutscher nach unglücklichen Kommentaren zur Hillsborough-Katastrophe und zur Geiselnahme von De Punt, bei der 1977 molukkische Terroristen unter anderem Grundschulkinder zu Geiseln gemacht hatten.

## Konsequenzen
Ajax verlor das Heimspiel am Grünen Tisch 0:3 und wurde erstinstanzlich für zwei Jahre von UEFA-Begegnungen ausgeschlossen (Saisonen 1990–1991 und 1991–1992). Im Berufungsverfahren wurde Letzteres auf ein Jahr (Saison 1990–1991) reduziert, dafür musste Ajax die drei darauffolgenden Heimspiele in UEFA-Bewerben mindestens 100 Kilometer von Amsterdam entfernt austragen. Die Berufungskommission berücksichtigte das unvorteilhafte Verhalten Freek de Jonges in ihrer Entscheidung als erschwerend. Für den Schaden nahm Ajax den Stangenwerfer in Regress, mit dem man einen Vergleich einging, nachdem er 1996 zu einem Schadensersatz von 5 Millionen Gulden sowie Übernahme der Prozesskosten von 15.000 Gulden verurteilt worden war. Gerald M. war wenige Tage nach dem Vorfall festgenommen und Ende 1989 zu fünf Monaten Gefängnis verurteilt worden, davon drei Monate unbedingt. Nach Haftverbüßung beantragte er bei Ajax ein Abonnement und erhielt es auch.
Das Staafincident führte die stark überholte Absicherung des Stadions de Meer vor Augen und verstärkte das Momentum für einen Neubau, der mit der Johan-Cruyff-Arena wenige Jahre später verwirklicht wurde.

## Belege
1. ↑  Im Ajax-Museum verewigter Skandal - Europa League - derStandard.at › Sport. In: derstandard.at. Abgerufen am 25. Dezember 2018.
2. ↑  - Bewährungsprobe für Austria gegen Ajax: Bilanz gegen "Oranjes". In: news.at. Abgerufen am 25. Dezember 2018.
3. ↑  Ed de Goey als minister van Binnenlandse Zaken – De Volkskrant. In: volkskrant.nl. Abgerufen am 25. Dezember 2018.
4. ↑  Sportgeschiedenis.nl - de alternatieve bron voor sportnieuws. In: web.archive.org. Archiviert vom Original am 23. Dezember 2007; abgerufen am 25. Dezember 2018.
5. ↑  Getekend door het staafincident - AD.nl. In: archive.is. Archiviert vom Original am 14. April 2016; abgerufen am 25. Dezember 2018.
6. ↑  De Jonge: 'Spijt van opmerking' - NDC mediagroep - De Krant van Toen. In: dekrantvantoen.nl. Abgerufen am 25. Dezember 2018.
7. ↑  Potje mosterd - NDC mediagroep - De Krant van Toen. In: dekrantvantoen.nl. Abgerufen am 25. Dezember 2018 (Nico Scheepmaker verwechselt hier anscheinend die Geiselnahme von Bovensmilde mit der Geiselnahme von De Punt).
8. ↑  Ajax op vriendschappelijke toer in cuploos seizoen - NDC mediagroep - De Krant van Toen. In: dekrantvantoen.nl. Abgerufen am 25. Dezember 2018.
9. ↑  Het staafincident, een zwarte dag voor Ajax – De Volkskrant. In: volkskrant.nl. Abgerufen am 25. Dezember 2018.
10. ↑  Sportgeschiedenis.nl - de alternatieve bron voor sportnieuws. In: web.archive.org. Archiviert vom Original am 20. September 2016; abgerufen am 25. Dezember 2018.

Koordinaten: 52° 20′ 40″ N, 4° 57′ 0″ O